# Flachbeil

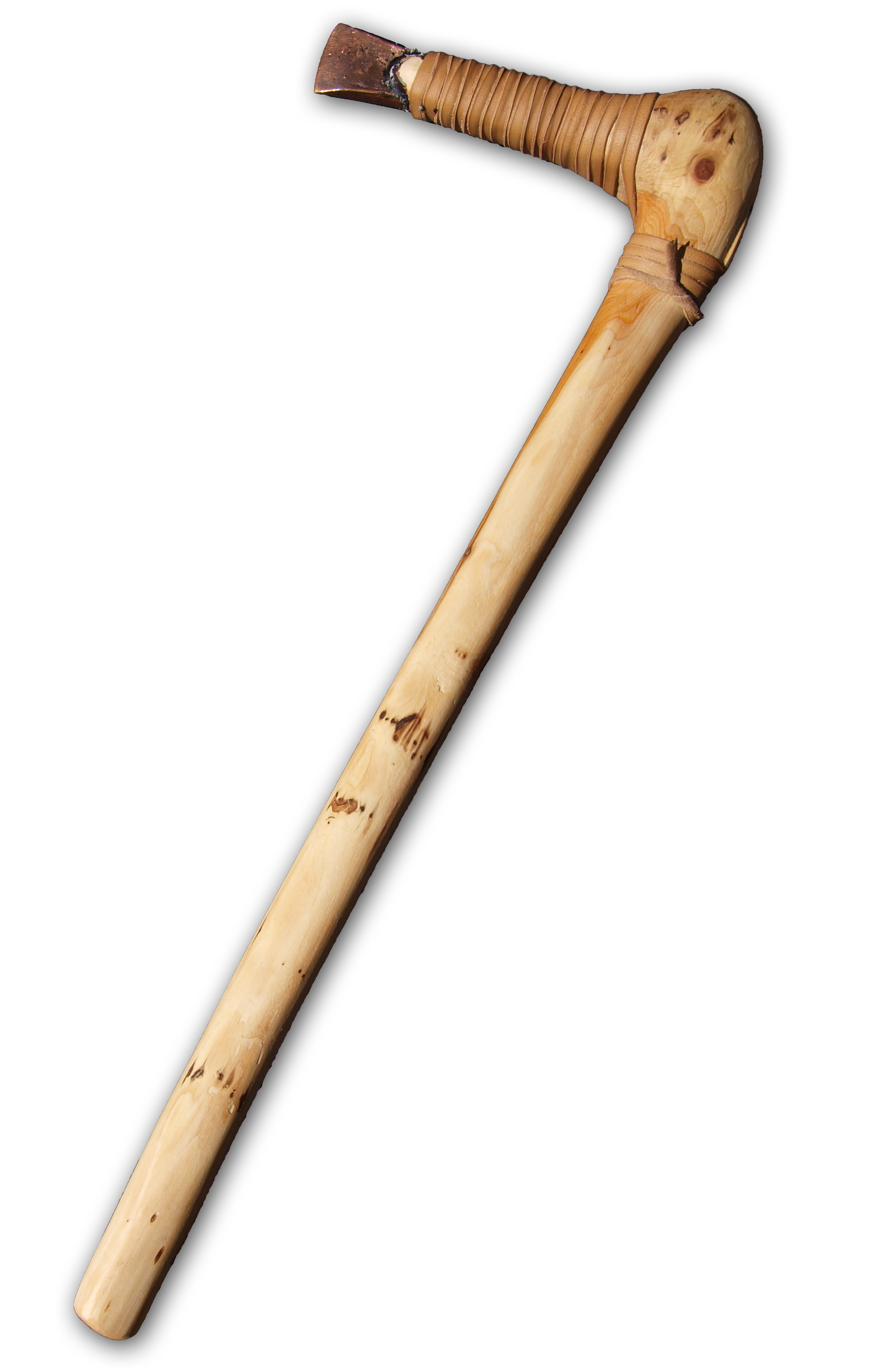
Rekonstruktion des Kupferbeils von Ötzi mit Schäftung (Knieholz).

Das Flachbeil ist eine Beilform aus Stein, Kupfer, Bronze oder Eisen, die in den geschliffenen Steinbeilen der Jungsteinzeit ihren Ursprung hat und bis in die frühe Eisenzeit Verwendung fand. Bekanntestes Flachbeil ist das aus Kupfer gearbeitete Beil des Mannes vom Similaun.

## Schäftung
Die Schäftung von Flachbeilen erfolgt meist mittels Knieholz. Andere Schäftungsweisen sind bekannt. In der Jungsteinzeit finden sich oft Schäftungen, bei denen eine Steinklinge zusätzlich in ein Zwischenstück aus Geweih eingesetzt ist.

## Geschichte und Entwicklung
Flachbeile entwickelten sich im Neolithikum aus den gebräuchlichen, grob gehauenen Äxten aus Feuerstein und parallel zur Schaftlochaxt, deren Vorläufer in durchbohrten Geweihäxten zu finden ist. Durch Schleifen der Flächen einer grob gehauenen Steinaxt bekommt man eine gerade, ebenmäßige Schneide und flachere Flanken, wodurch die Gebrauchsfähigkeit gesteigert wird. Auch ein Nachschärfen der Schneide ist möglich.
In der weiteren Entwicklung wurden die anfänglich nur an den Schneiden geschliffenen Beile komplett bearbeitet. Derartig aufwendig hergestellte Flachbeile dienten auch als Herrschafts- und Machtsymbol, was die Funde von hochwertigen Äxten aus Jadeit zeigen. Die jungsteinzeitlich verbreitete Kultur der Bandkeramiker ist bekannt für Funde gut bearbeiteter Flachbeile. Jedoch handelt es sich bei den meisten Funden wohl um quer geschäftete Beile, sogenannte Schuhleistenkeile, also um Dechseln. Die Beile waren eventuell sowohl als Werkzeug als auch als Waffe in Gebrauch.
Mit Beginn der Metallverarbeitung treten erste Kupferbeile auf, die Steinbeilen in der Form stark ähneln und die gleiche Schäftungsweise hatten. Bedingt durch den selteneren Rohstoff, die Herstellung und die Gebrauchsfähigkeit sind Kupferbeile meist wesentlich flacher als ihre Vorgänger aus Stein. Da Kupfer bei einer Kaltverdichtung an Härte gewinnt, kann man die Schneiden nach dem Guss gezielt bearbeiten. Spuren davon sind an Funden von Kupferbeilen zu finden. Es handelt sich somit um die ältesten Nachweise des Schmiedens von Metall. Erste Entwicklungen in Richtung des Randleistenbeiles lassen sich bereits an Kupferbeilen finden, so auch an dem Beil des Ötzi.
In der Bronzezeit werden die Flachbeile dann aus Bronze gegossen. Es entwickelt sich in kurzer Zeit aus dem Flachbeil das Randleistenbeil, wodurch Funde von Flachbeilen abnehmen. Im weiteren Verlauf der Bronzezeit treten Flachbeile in Mitteleuropa selten bis gar nicht mehr auf.
Mit Beginn der Eisenverarbeitung finden sich wieder vermehrt Flachbeile in Form der sogenannten Ärmchenbeile. Dies ist bedingt durch die neuen, aufwendigeren Herstellungsverfahren von Eisenobjekten. Eisen konnte nicht wie Bronze gegossen werden, es musste im Rennofen verhüttet, raffiniert und geschmiedet werden.